# Robin Söderling
Robin Bo Carl Söderling (Tibro, 14 d'agost de 1984) és un extennista professional suec.
En el seu palmarès hi ha deu títols individuals i un de dobles masculins, que li van permetre arribar al quart lloc del rànquing individual. Destaca el fet d'haver disputat dues finals de Grand Slam consecutives al Roland Garros (2009, 2010). Es va fer famós en el Roland Garros de l'any 2009 quan va esdevenir el primer tennista a derrotar a Rafael Nadal en aquest torneig, que havia acumulat 31 victòries consecutives sense derrota. Es va retirar només amb 26 anys (2005) perquè no va poder superar satisfactòriament una mononucleosi infecciosa.

## Torneigs de Grand Slam

### Individual: 2 (0−2)
| Resultat  | Núm. | Any  | Torneig           | Oponent       | Marcador         |
| --------- | ---- | ---- | ----------------- | ------------- | ---------------- |
| Finalista | 1.   | 2009 | Roland Garros     | Roger Federer | 1−6, 6−7(1), 4−6 |
| Finalista | 2.   | 2010 | Roland Garros (2) | Rafael Nadal  | 4−6, 2−6, 4−6    |

## Palmarès

### Individual: 20 (10−10)
| Llegenda (pre/post 2009)                                 |
| -------------------------------------------------------- |
| Grand Slams (0−2)                                        |
| Tennis Masters Cup / ATP Finals (0−0)                    |
| ATP Masters Series / ATP World Tour Masters 1000 (1−0)   |
| ATP International Series Gold / ATP World Tour 500 (2−4) |
| ATP International Series / ATP World Tour 250 (7−4)      |

| Títols per superfície |
| --------------------- |
| Dura (5−6)            |
| Gespa (0−0)           |
| Terra batuda (2−4)    |
| Moqueta (3−0)         |

| Resultat  | Núm. | Data                   | Torneig                  | Superfície   | Oponent            | Marcador            |
| --------- | ---- | ---------------------- | ------------------------ | ------------ | ------------------ | ------------------- |
| Finalista | 1.   | 26 d'octubre de 2003   | Estocolm, Suècia         | Dura (i)     | Mardy Fish         | 7−5, 3−6, 7−6(4)    |
| Finalista | 2.   | 29 de febrer de 2004   | Marsella, França         | Dura (i)     | Dominik Hrbatý     | 6−4, 4−6, 4−6       |
| Guanyador | 1.   | 11 d'octubre de 2004   | Lió, França              | Moqueta (i)  | Xavier Malisse     | 6−2, 3−6, 6−4       |
| Guanyador | 2.   | 6 de febrer de 2005    | Milà, Itàlia             | Moqueta (i)  | Radek Štěpánek     | 6−3, 6−7(2), 7−6(5) |
| Finalista | 3.   | 26 de febrer de 2006   | Memphis, Estats Units    | Dura (i)     | Tommy Haas         | 3−6, 2−6            |
| Finalista | 4.   | 24 de febrer de 2008   | Rotterdam, Països Baixos | Dura (i)     | Michaël Llodra     | 7−6(3), 3−6, 6−7(4) |
| Finalista | 5.   | 2 de març de 2008      | Memphis (2)              | Dura (i)     | Steve Darcis       | 3−6, 6−7(5)         |
| Finalista | 6.   | 12 d'octubre de 2008   | Estocolm (2)             | Dura (i)     | David Nalbandian   | 2−6, 7−5, 3−6       |
| Guanyador | 3.   | 26 d'octubre de 2008   | Lió (2)                  | Moqueta (i)  | Julien Benneteau   | 6−3, 6−7(5), 6−1    |
| Finalista | 7.   | 7 de juny de 2009      | Roland Garros, França    | Terra batuda | Roger Federer      | 1−6, 6−7(1), 4−6    |
| Guanyador | 4.   | 19 de juliol de 2009   | Bastad, Suècia           | Terra batuda | Juan Mónaco        | 6−3, 7−6(4)         |
| Guanyador | 5.   | 14 de febrer de 2010   | Rotterdam                | Dura (i)     | Mikhaïl Iujni      | 6−4, 2−0, retirada  |
| Finalista | 10.  | 25 d'abril de 2010     | Barcelona, Espanya       | Terra batuda | Fernando Verdasco  | 3−6, 6−4, 3−6       |
| Finalista | 9.   | 6 de juny de 2010      | Roland Garros (2)        | Terra batuda | Rafael Nadal       | 4−6, 2−6, 4−6       |
| Finalista | 10.  | 18 de juliol de 2010   | Bastad                   | Terra batuda | Nicolás Almagro    | 5−7, 6−3, 2−6       |
| Guanyador | 6.   | 14 de novembre de 2010 | París, França            | Dura (i)     | Gaël Monfils       | 6−1, 7−6(1)         |
| Guanyador | 7.   | 9 de gener de 2011     | Brisbane, Austràlia      | Dura         | Andy Roddick       | 6−3, 7−5            |
| Guanyador | 8.   | 13 de febrer de 2011   | Rotterdam (2)            | Dura (i)     | Jo-Wilfried Tsonga | 6−3, 3−6, 6−3       |
| Guanyador | 9.   | 20 de febrer de 2011   | Marsella                 | Dura (i)     | Marin Čilić        | 6−7(8), 6−3, 6−3    |
| Guanyador | 10.  | 17 de juliol de 2011   | Bastad (2)               | Terra batuda | David Ferrer       | 6−2, 6−2            |

### Dobles masculins: 2 (1−1)
| Llegenda (pre/post 2009)                                 |
| -------------------------------------------------------- |
| Grand Slams (0−0)                                        |
| Tennis Masters Cup / ATP Finals (0−0)                    |
| ATP Masters Series / ATP World Tour Masters 1000 (0−0)   |
| ATP International Series Gold / ATP World Tour 500 (0−0) |
| ATP International Series / ATP World Tour 250 (1−1)      |

| Títols per superfície |
| --------------------- |
| Dura (0−0)            |
| Gespa (0−0)           |
| Terra batuda (1−1)    |

| Resultat  | Núm. | Data                 | Torneig        | Superfície   | Parella          | Oponents                          | Marcador         |
| --------- | ---- | -------------------- | -------------- | ------------ | ---------------- | --------------------------------- | ---------------- |
| Guanyador | 1.   | 13 de juliol de 2008 | Bastad, Suècia | Terra batuda | Jonas Björkman   | Johan Brunström Jean-Julien Rojer | 6−2, 6−2         |
| Finalista | 1.   | 19 de juliol de 2009 | Bastad         | Terra batuda | Robert Lindstedt | Jaroslav Levinský Filip Polášek   | 6–1, 3–6, [7–10] |

## Trajectòria

### Individual
| Open d'Austràlia | A           | A           | Q2          | 2R    | 1R          | A           | 2R          | A     | 2R          | 1R          | 4R          | A   | 0 / 6     | 5 – 6     |
| Roland Garros | A           | A           | Q1          | 1R    | 2R          | 1R          | 1R          | 3R    | F           | F           | QF          | A   | 0 / 8     | 19 – 8    |
| Wimbledon | A           | A           | 3R          | 1R    | 1R          | 1R          | 3R          | 2R    | 4R          | QF          | 3R          | A   | 0 / 9     | 14 – 9    |
| US Open | A           | 2R          | 1R          | 2R    | 3R          | 2R          | A           | 1R    | QF          | QF          | A           | A   | 0 / 8     | 13 – 8    |
| Jocs Olímpics | No celebrat | No celebrat | No celebrat | 1R    | No celebrat | No celebrat | No celebrat | 1R    | No celebrat | No celebrat | No celebrat | A   | 0 / 2     | 0 – 2     |
| ATP World Tour Finals | A           | A           | A           | A     | A           | A           | A           | A     | SF          | RR          | A           | A   | 0 / 2     | 3 – 4     |
| Total Victòries–Derrotes                                                                                                  | 1−1         | 1−5         | 10−6        | 31−28 | 16−18       | 35−23       | 27−16       | 45−21 | 49−21       | 57−22       | 38−9        | 0−0 | 310 – 170 | 310 – 170 |
| Rànquing a final d'any | 443         | 176         | 59          | 34    | 77          | 25          | 41          | 17    | 8           | 5           | 13          | −   |           |           |
| Llegenda: G: Guanyador; F: Finalista; SF: Semifinalista; QF: Quarts de final; Q: Qualificació; A: Absent; RR: Round Robin |             |             |             |       |             |             |             |       |             |             |             |     |           |           |